# Pomnik Fryderyka II Wielkiego w Szczecinie
Pomnik Fryderyka II Wielkiego w Szczecinie – zabytkowy pomnik króla pruskiego Fryderyka II Wielkiego, znajdujący się obecnie w zbiorach Muzeum Narodowego w Szczecinie.
Budowa pomnika została zainicjowana przez pruskiego ministra spraw zagranicznych Ewalda Friedricha von Hertzberga. Wykonana z białego marmuru włoskiego importowanego z Carrary rzeźba, zaprojektowana przez Johanna Gottfrieda Schadowa, została odsłonięta 10 października 1793 przy Białym Placu Parad, przemianowanym później na Plac Królewski (obecnie Plac Żołnierza Polskiego). Władca został ukazany w mundurze wojskowym i płaszczu z gronostajów, z regimentem wspartym o dwie księgi: Artes pacis et belli oraz Corpus Juris Fried. Rzeźba ma 2,5 metra wysokości i waży 3,5 tony. Pomnik oryginalnie umieszczony był na trzystopniowej podstawie na wykonanym z czarnego marmuru śląskiego cokole, za kutym ogrodzeniem z lanc. Dookoła niego zasadzono lipy. Na cokole umieszczono reliefy z białego marmuru z emblematycznymi przedstawieniami Wojny, Poezji i Muzyki, a także napis FRIDERICO II POMERANIA MDCCXCIII.
W 1877, ze względu na niekorzystny wpływ warunków atmosferycznych na marmur, pomnik został przeniesiony do gmachu Sejmu Stanów Pomorskich, a na jego miejscu umieszczono brązową kopię wykonaną w warsztacie Gladenbecka w Berlinie. W 1942 rzeźbę ewakuowano do zamku w Swobnicy, podczas transportu upadła i pękła na trzy części. Zniszczone dzieło wróciło do Szczecina w 1956. Najpierw znajdowało się w zbiorach Zamku Książąt Pomorskich, następnie w 1990 zostało nabyte przez Muzeum Narodowe w Szczecinie. W latach 2009–2011 przeprowadzono renowację rzeźby, po której trafiła ona na czteroletnią ekspozycję do berlińskiego Muzeum Bodego. W październiku 2015 odrestaurowany pomnik został ustawiony na dziedzińcu Muzeum Narodowego w Szczecinie przy ulicy Staromłyńskiej.